# DTU Energi
DTU Energi – Institut for Energikonvertering og -lagring er et institut på Danmarks Tekniske Universitet.
DTU Energi, tidligere DTU Energikonvertering, beskæftiger sig med uddannelse, forskning og udvikling inden for funktionelle materialer og deres anvendelse til bæredygtige energiteknologier.
Instituttet blev dannet i 2012 ved at samle forskningsgrupper fra Risø DTU og DTU Kemi. DTU Energikonvertering er del af DTU Nationallaboratoriet for Bæredygtig Energi.
Danmark har som målsætning at reducere udledningen af fossil-CO2 med 40 pct. i 2020 i forhold til udledningen i 1990. Derudover har Danmark tilsluttet sig EU's målsætning om en 80-95 procent fossil-CO2-reduktion i 2050. Og såvel Danmark som EU ønsker at sænke afhængigheden af fossile brændstoffer som olie og kul. Det gør det nødvendigt at forske i alternative energiteknologier, herunder udnyttelse af solenergi og vindenergi, og ikke mindst i at kunne omdanne og lagre energien efter behov.
Forskningen på Institut for Energikonvertering og –lagring fokuserer på teknologier og materialer til direkte konvertering af forskellige energiformer og efterfølgende lagring af dem. For eksempel kan man gemme vindmøllestrøm ved at bruge elektrolyse til at omdanne den elektriske energi til kemisk energi bundet i  brintmolekyler, der efterfølgende kan lagres.  Brint (eller andre brændsler) kan omvendt bruges i en brændselscelle, hvor den kemiske energi bliver til elektricitet.

## Forskningsområder
De vigtigste forskningsområder på instituttet er:
- brændselsceller, både keramiske (solid oxide fuel cells - SOFC) og polymer-brændselsceller (PEM-brændselsceller)
- elektrolyse, især alkalisk elektrolyse og højtemperaturelektrolyse (baseret på keramisk elektrokemiske celler, solid oxide electrolysis cells - SOEC)
- solceller med hovedvægt på polymer-solceller
- batterier
- membraner til gasseparation
- magnetisk køling
- termoelektriske komponenter
- rensning af røggasser samt
- superledende komponenter.

### Testcenter
Desuden driver instituttet et testcenter for brændselsceller og brintteknologier, FCH Testcenter, hvor virksomheder kan få testet komponenter.

## Organisation

### Sektioner
DTU Energi er opdelt i ti sektioner som fokuserer på faglige kompetencer inden for bl.a. elektrokemi, kemisk syntese, faststoffysik, elektronmikroskopi, katalyse, procesteknologi, reologi og modellering. Forskningen inden for de forskellige teknologier går i vid udstrækning på tværs af sektionerne.

### Medarbejdere
Instituttet havde per 1. november 2013 i alt 246 medarbejdere fra 34 forskellige lande.

### Lokaliteter
DTU Energi er fordelt på to lokaliteter:
- Lyngby Campus på DTU Lyngby.
- DTU Risø Campus på halvøen Risø uden for Roskilde.

## Ekstern henvisning
- DTU Energi

|  | Denne artikel kan blive bedre, hvis der indsættes geografiske koordinater Denne artikel omhandler et emne, som har en geografisk lokation. Du kan hjælpe ved at indsætte koordinater i wikidata. |